# Atherinella callida
Atherinella callida är en fiskart som beskrevs av Chernoff, 1986. Atherinella callida ingår i släktet Atherinella och familjen Atherinopsidae. Inga underarter finns listade.